# Improvviso n. 3 (Chopin)
L'Improvviso in Sol bemolle maggiore op. 51 è una composizione per pianoforte di Fryderyk Chopin scritta nel 1842.

## Storia
Nell'autunno del 1841 Chopin e George Sand si erano trasferiti in due padiglioni contigui in rue Pigalle; il musicista passò l'inverno discretamente nonostante la sua malferma salute e si dedicò a comporre alcune pagine, fra cui il terzo improvviso, fra il mese di gennaio e l'inizio di febbraio 1842.
L'Improvviso in Sol bemolle maggiore, ancora inedito, fu suonato per la prima volta dallo stesso Chopin durante il grande concerto alla Salle Pleyel organizzato dagli amici Pauline Viardot e Auguste Franchomme il 21 febbraio dello stesso anno. Fu un avvenimento mondano a cui partecipò tutta la popolazione parigina più colta e ottenne un grandissimo successo con un incasso, straordinario per l'epoca, di 5000 franchi. Il compositore eseguì diverse sue opere tra cui la Ballata in La bemolle maggiore, tre notturni, tre mazurche, tre studi, l'Andante spianato e concludendo con l'Improvviso appena composto.
La composizione non fu stampata subito perché Chopin aveva promesso a un vecchio conoscente di far pubblicare un suo pezzo all'editore Hofmeister di Lipsia; per non scontentare Breitkopf & Härtel, la casa a cui aveva affidato molte sue opere, il musicista aspettò per offrire a questi ultimi diversi lavori, tra cui la Ballata op. 52 e la Polacca in La bemolle maggiore op. 53.

## Analisi
Alla prima esecuzione del 21 febbraio 1842 molti critici rimasero perplessi all'ascolto del nuovo Improvviso. Maurice Bourges, recensendo il brano, scrisse di non aver avuto un'impressione favorevole, pur ammettendo che probabilmente il pezzo andava riascoltato per poterlo meglio definire. Notevolmente diverso dai due precedenti, fu da molti ritenuto il meno interessante degli Improvvisi; il brano non ha infatti le caratteristiche accattivanti della musica di Chopin essendo privo di particolari preziosità o abbellimenti; in effetti assomiglia più a uno Studio e non presenta momenti melodici salvo che un breve accenno nella parte centrale Molto distante dalle brillanti improvvisazioni tanto amate nei salotti parigini, il terzo Improvviso è più simile a una meditazione espressa in un continuo gioco di terzine, quasi sempre eseguite a due mani. Il tempo voluto dall'autore è inoltre moderato, indicato nella versione autografa come Tempo giusto, corretto poi in una versione dell'editore francese come Vivace allo scopo di non suggerire un'esecuzione eccessivamente lenta.